# Cantón Yaguachi
Cantón Yaguachi är en kanton i Ecuador.   Den ligger i provinsen Guayas, i den sydvästra delen av landet, 250 km sydväst om huvudstaden Quito.